# Uwe Schweikert
Uwe Schweikert (* 1941) ist ein deutscher Germanist, Musikwissenschaftler und Historiker sowie Mitarbeiter der J. B. Metzler’schen Verlagsbuchhandlung.

## Leben
Schweikert studierte Germanistik, Musikwissenschaft und Geschichte. 1969 wurde er mit einer Arbeit über Jean Pauls Spätwerk promoviert.
Seit 1971 ist Schweikert als Lektor im Metzler Verlag Stuttgart tätig. Seit 1992 baute er dort den Bereich Musik auf, den er auch verantwortlich betreut.
Außerdem ist Schweikert als Autor, Herausgeber tätig und gab etwa die Gesamtausgaben der Schriften von Rahel Varnhagen, Ludwig Tieck und Hans Henny Jahnn heraus.
Schweikert wirkt außerdem auch als Literatur- und Musikkritiker im Radio und in Printmedien, schreibt aber auch Theaterkritiken.
Zu den wichtigsten Arbeiten zählt darüber hinaus die zweimalige Herausgabe des Verdi-Handbuchs (2001 und 2013) gemeinsam mit Anselm Gerhard.